# San Marcos megye
San Marcos (nevének jelentése: „Szent Márk”) Guatemala egyik megyéje. Az ország délnyugati részén terül el. Székhelye San Marcos.

## Földrajz
Az ország délnyugati részén elterülő megye északon Huehuetenango, keleten és délkeleten Quetzaltenango, délen egy rövid szakaszon Retalhuleu megyével, nyugaton pedig Mexikó Chiapas államával határos. Ebben a megyében található az ország két legmagasabb csúcsa, a 4220 méteres Tajumulco és a közel 4100 méteres Tacaná vulkán.

## Népesség
Ahogy egész Guatemalában, a népesség növekedése San Marcos megyében is gyors. A változásokat szemlélteti az alábbi táblázat:
| Év             | Lakosság  |
| -------------- | --------- |
| 1981           | 472 326   |
| 1994           | 645 418   |
| 2002           | 794 951   |
| 2014 (becsült) | 1 095 997 |

### Nyelvek
A megyében a spanyolon kívül három maja nyelvet használnak, messze legelterjedtebb közülük a mam nyelv, amit 2011-ben a lakosság 27,5%-a beszélt. A másik két nyelvet, a szipakapait és a tektikéket igen kevesen ismerik.

## Képek

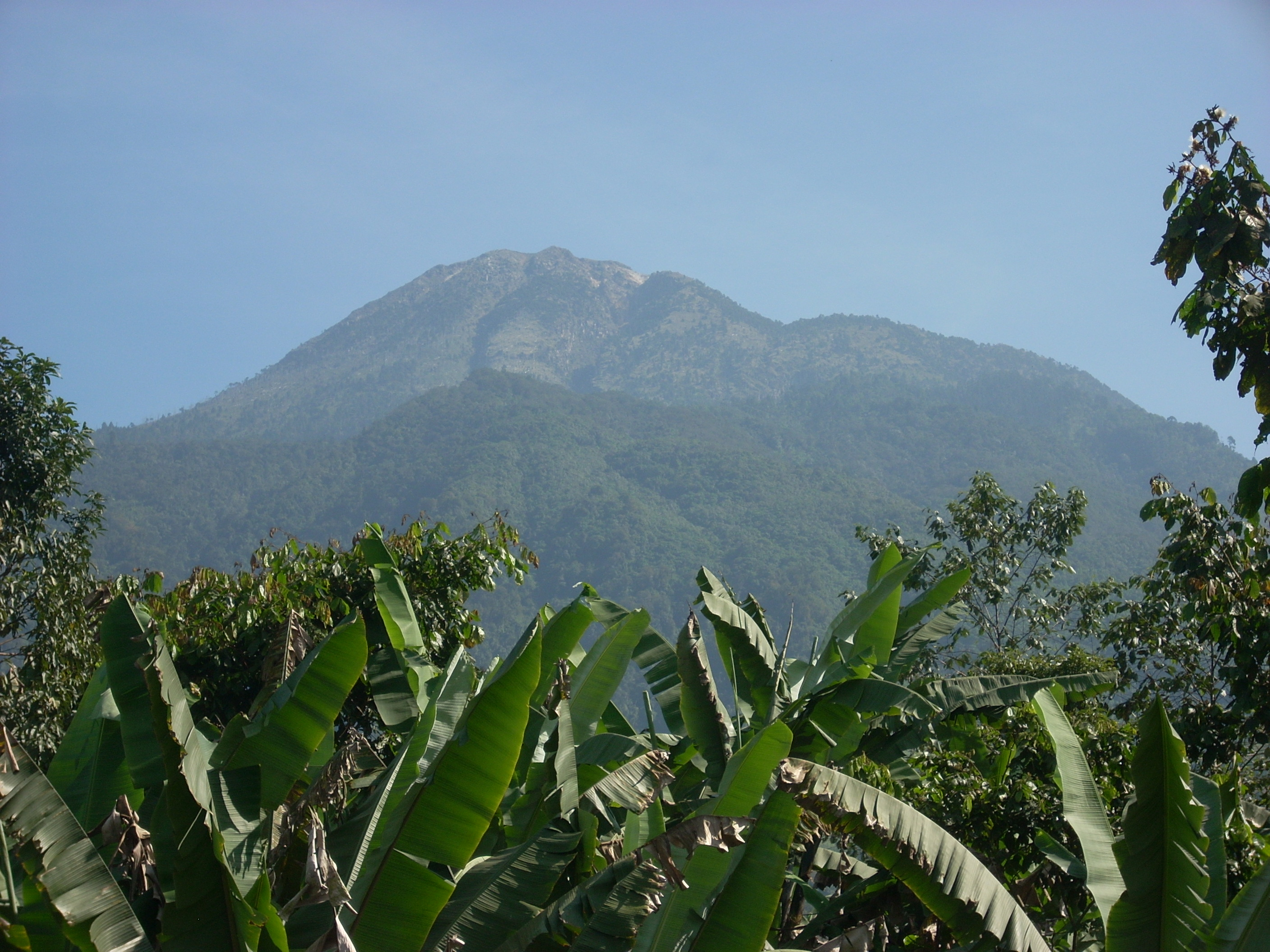
A Tajumulco
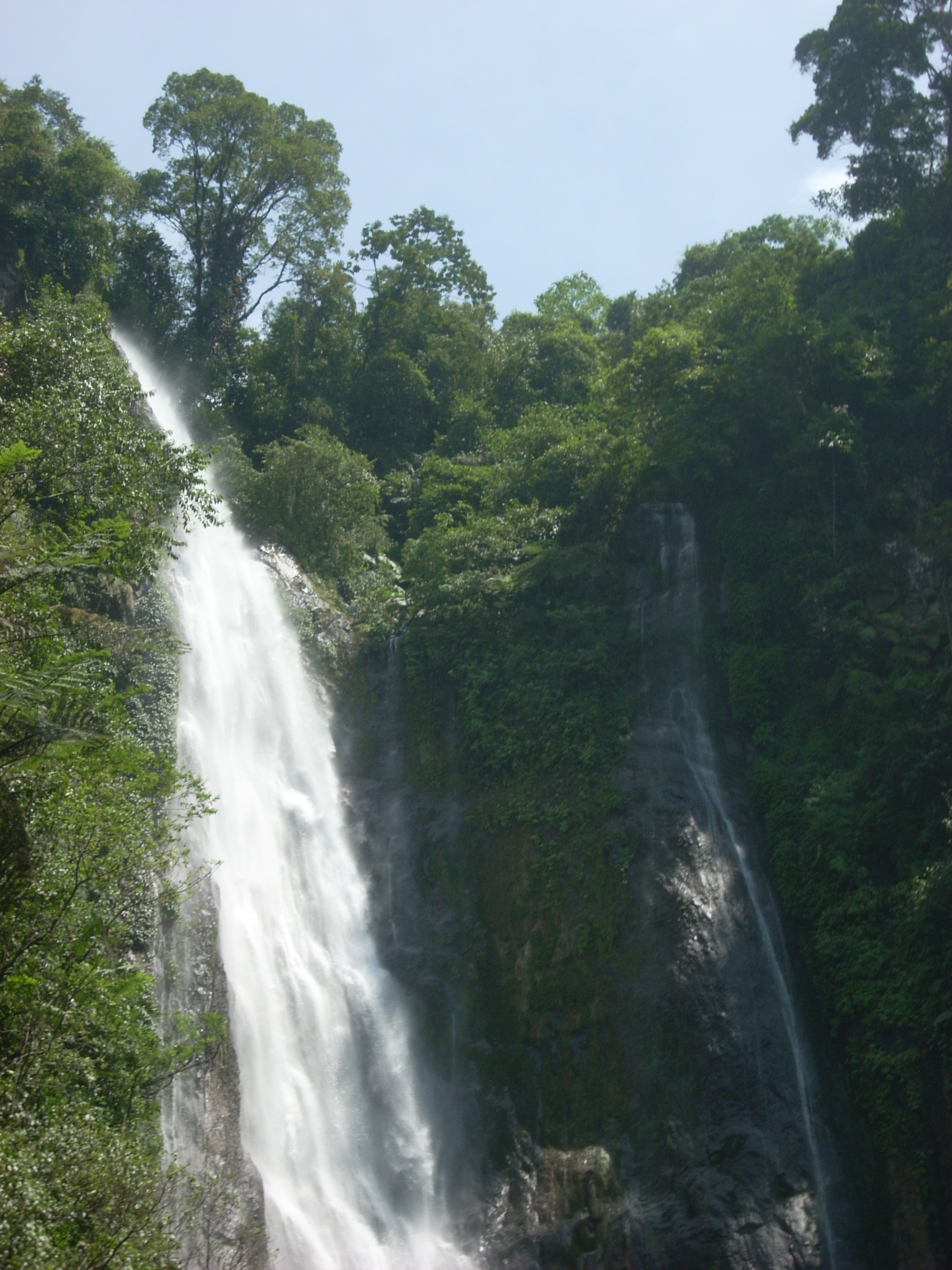
A La Igualdad-vízesés
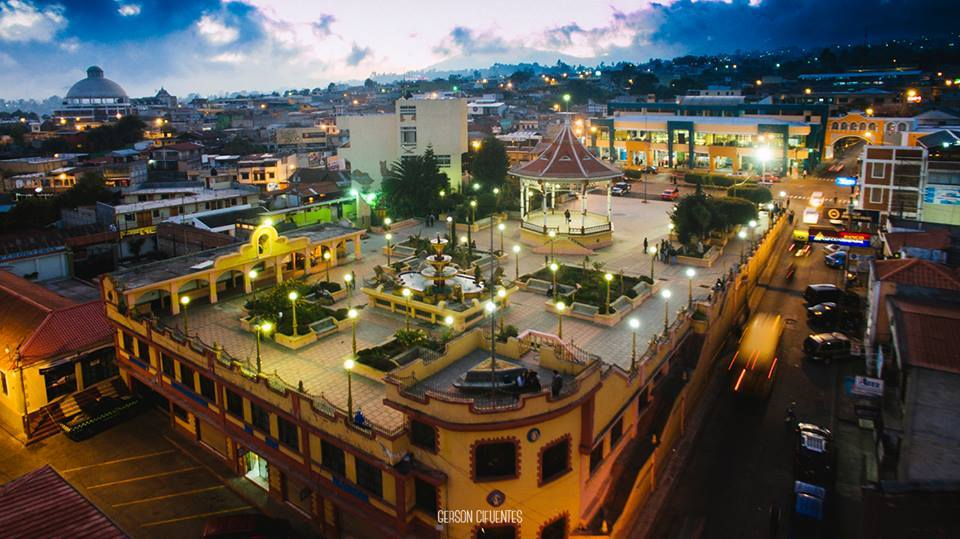
San Marcos városa
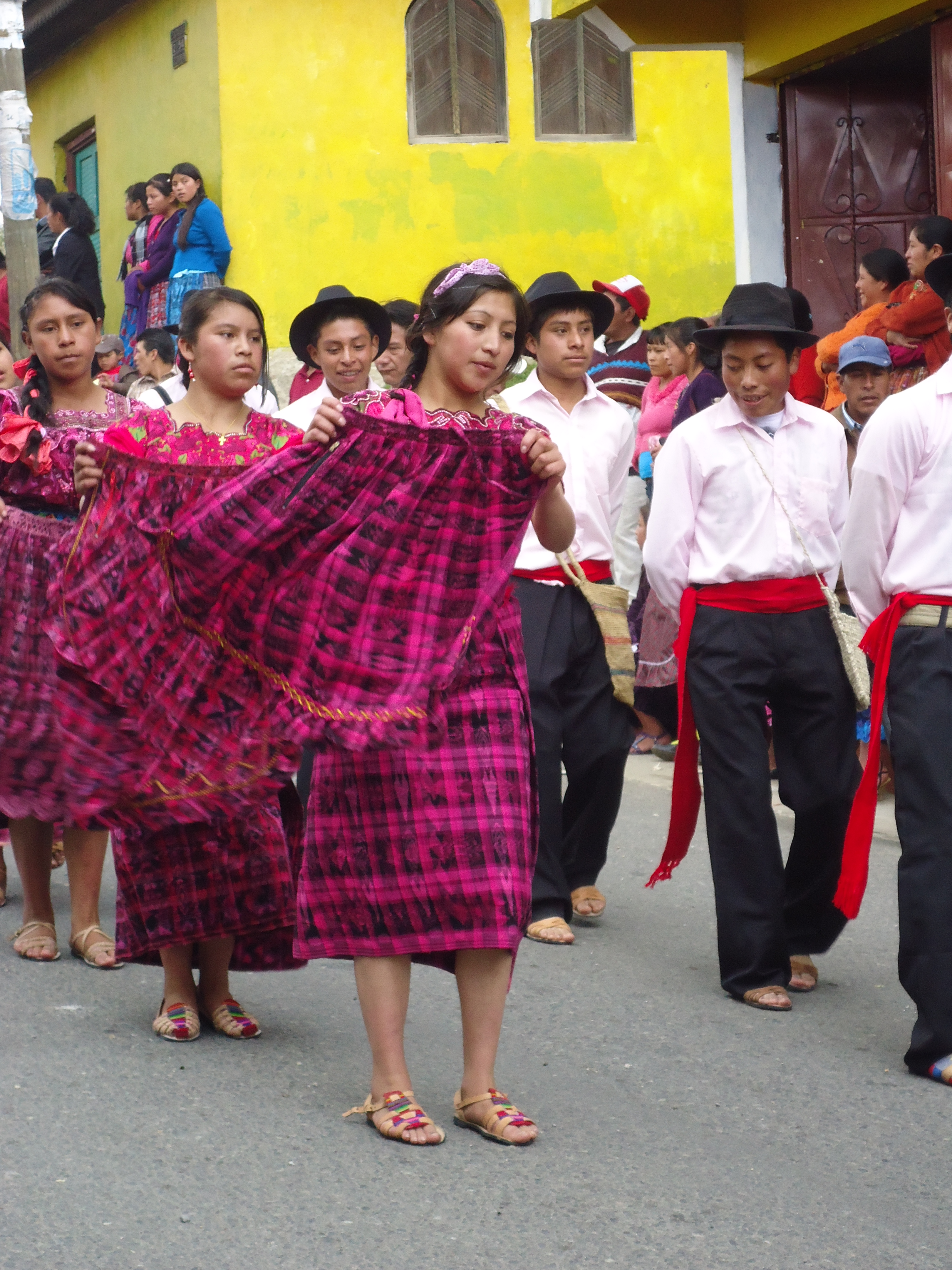
Népviseletes felvonulás Ixchiguánban